# Верховный жрец Птаха

Справа: Верховный жрец Пта Шешонк II, сын фараона Осоркона II. Каир
Верховный жрец бога Птаха (Пта) — высший титул среди жрецов древнеегипетского бога Птаха. Культовый центр располагался в городе Мемфис.
Должность великого жреца бога Птаха обозначалась иероглифами:
| G36 · r | x | r | p · D40 | Z3 | U24 | w | t | A1 | Z3 |

или сокращённо:
| G36 | S42 | U24 |

 ("Вер хэреп хэмут")
Дословно это переводится как «Верховный руководитель мастеров» (или ремесленников).

## Примерный список верховных жрецов Птаха

### Древнее царство
| Имя                                                          | Время понтификата                                                       | Комментарий |
| IV династия                                                  | IV династия                                                             | IV династия |
| ------------------------------------------------------------ | ----------------------------------------------------------------------- | --- |
| Птахдуауу                                                    | начало XXV века до н. э. (при фараоне Микерине)                         | Верховный жрец духа Пта, Глава ремесленников Храма Пта Белой Стены |
| Сетжу                                                        | 1-я пол. XXV в. до н. э. (при царе Мен-кау-Ра)                          | |
| V династия                                                   |                                                                         | |
| Птахшепсес I («Птах благородный»)                            | 1-я пол. XXV века до н. э. (при фараоне Шепсескафе)                     | Глава ремесленников в Двойном Доме Великого Храма Пта, Жрец Ра — воплощённого «Хора на горизонте» (Хор-эм-акхет). Жена: Кхамаат, дочь царя Шепсескафа. При V династии занимал влиятельные посты при дворе 6-ти фараонов, став визирем при Ниусерре. |
| Ранефер («Ра совершенен»)                                    | 1-я пол. XXV в. до н. э. (при Шепсескафе — Усеркафе)                    | жрец Сокара, «Страж Дома Сокара», «Глава мастеров в день праздника» |
| Птахшепсес II («Птах благородный»)                           | 1-я пол. XXV в. до н. э. (при Усеркафе — Сахура)                        | |
| Канефер («Дух совершенен»)                                   | сер. XXV в. до н. э. (при фараоне Сахура)                               | Жена: Тиентети |
| Кхуиптах                                                     | сер. XXV в. до н. э. (при фараоне Нефериркара Какаи)                    | сын и преемник Канефера и Тиентети |
| Неферефраанх (Анхнеферефра) («Совершенное явление жизни Ра») | 2-я пол. XXV века до н. э. (при фараонах Неферефра — Ниусерра)          | |
| Птахшепсес III («Птах благородный»)                          | кон. XXV—1-я пол. XXIV века до н. э. (предп. при Ниусерра — Менкаухоре) | |
| Сабу I Кем                                                   | 1-я пол.—середина XXIV века до н. э. (предп. при Джедкара Исеси)        | |
| Сабу II Ибеби                                                | сер.—2-я пол. XXIV в. до н. э. (при фараонах Унисе — Тети)              | Вероятно сын Птахшепсеса III. Жрец пирамид царей Униса и Тети. Виночерпий царя. «Руководитель всех царских работ», «Начальник таинств» и «Привилегированный при каждом царе»                                                                        |
| VI династия                                                  |                                                                         | |
| Птахшепсес IV («Птах благородный»)                           | конец XXIV века до н. э. (при царе Тети)                                | Сын Сабу II Ибеби. Жрец пирамид царей Униса и Тети. Жена: Интиит (Антхат). Дети: Сабу, Птахшепсес, дочь. |
| Сабу III Тжети                                               | кон. XXIV—1-я пол. XXIII века до н. э. (при фараонах Тети — Пиопи I)    | Сын Сабу II Ибеби. |
| Птахшепсес V Импи («Птах благородный»)                       | XXIII век до н. э. (в конце VI династии)                                | |

### Первый переходный период(IX, X династии)
| Имя  | Время понтификата                    | Комментарий |
| ---- | ------------------------------------ | ----------- |
| Анху | между ок. 2170/20 и 2025/20 до н. э. |             |

### Среднее царство
| Имя                                                  | Время понтификата                                               | Комментарий |
| XI династия                                          | XI династия                                                     | XI династия |
| ---------------------------------------------------- | --------------------------------------------------------------- | --- |
| Птахемхеб                                            | между ок. 2046 и 1959 до н. э. (при Ментухотепе II)             | |
| XII династия                                         |                                                                 | |
| Сенусертанх («Живущий для (богини) Усерт»)           | между ок. 1956 и 1875 до н. э. (при Сенусерте I)                | Жрец Сокара. «Глава ремесленников в Двойном Доме». Царский архитектор. «Писец архивов бога». «Настоятель Дома Жизни». «Глава Большого Дома».  |
| Сехотепибраанх I («Умиротворяющий сердце Ра жизнью») | между ок. 1956 и 1875 до н. э. (при Сенусерте I)                | Преемник Сенусертанха. |
| Хакораанх                                            | ок. 1-й пол. XIX века до н. э. (при Аменемхете II)              | |
| Небкаураанх                                          | ок. сер. XIX века до н. э. (при Сенусерте III)                  | |
| Уахет                                                | ок. сер. XIX века до н. э. (при Сенусерте III)                  | |
| Сехотепибраанх II Неджем                             | 2-я пол. XIX века до н. э. (при Сенусерте III и Аменемхете III) | Сын и наследник Уахета |
| Небпу                                                | 2-я пол. XIX века до н. э. (при Аменемхете III)                 | Сын и наследник Сехотепибраанха II. Жена: Кеми, предп. дочь фараона Сенусерта III. Предположительно, отец первого фараона XIII династии Угафа |
| Сехотепибраанх(?) III Схери                          | кон. XIX века до н. э. (при Аменемхете III)                     | Сын (или брат) и преемник Небпу |
| Импи I                                               | нач. XVIII века до н. э. (при Аменемхете III и Аменемхете IV)   | |

### Второй переходный период
| Имя                                   | Время понтификата                         | Комментарий |
| XIII династия                         | XIII династия                             | XIII династия |
| ------------------------------------- | ----------------------------------------- | --- |
| Сержем                                | 2-я пол. XVIII до н. э. (при царе Иби II) | |
| Импи II                               | между кон. XVIII и кон. XVII до н. э.     | |
| Сенебуи                               | между кон. XVIII и кон. XVII до н. э.     | «Наследный князь и правитель, один, чьего прихода в Храм дождались в день восхода Софиса, Величайший из руководителей ремесленников Господина Всего, главный жрец своего бога, чтец бога». Жена: Нубемхеб. Сыновья: Ра-Сет |
| Себекхотеп Хаку («Себек умиротворён») | между кон. XVIII и кон. XVII до н. э.     | |
| XV династия                           |                                           | |
| Птахемхат I                           | между кон. XVII и кон. XVI до н. э.       | |

### Новое царство
| Имя                                             | Время понтификата                                                                               | Комментарий |
| XVIII династия                                  | XVIII династия                                                                                  | XVIII династия |
| ----------------------------------------------- | ----------------------------------------------------------------------------------------------- | --- |
| Птахемред                                       | 4-я четв. XVI до н. э., при Джосер-ка-Ра (Аменхотепе I)                                         | |
| Птахмос I                                       | 2-я четв. XV до н. э., при Хатшепсут и Мен-хепер-Ра (Тутмосе III)                               | «Наследный князь и правитель, носитель печати царя Нижнего Египта, великий жрец Пта». Префект Мемфиса, казначей царя, визирь Нижнего Египта |
| Сенефер («Тот, кто совершенен»)                 | 2-я пол. XV до н. э., при Мен-хепер-Ра (Тутмосе III) и Аа-хеперу-Ра (Аменхотепе II)             | Верховный жрец Ра. Дети: дочь Шери-Ра, жена Небнахта, пророка Херишефа, их сын Аменмосе был жрецом Херишефа. |
| Птахмос II                                      | нач. XIV до н. э., при царях Аа-хеперу-Ра (Аменхотепе II) и Мен-хеперу-Ра (Тутмосе IV)          | Сын Тутмоса (Джехутимеса) I, визиря царя Мен-хеперу-Ра (Тутмоса IV), и Тауи. Брат Мериптаха, управляющего храма Неб-Маат-Ра. «Глаза царя в Верхнем Египте и уши царя в Нижнем Египте». «Тот, кто в Двойном Доме». Глава пророков Верхнего и Нижнего Египта. Префект Мемфиса, казначей царя. |
| Пенбенебес                                      | 1-я пол. XIV до н. э., при царе Ниб-маат-Ра (Аменхотепе III)                                    | |
| Уермер                                          | 1-я пол. XIV до н. э., при царе Ниб-маат-Ра (Аменхотепе III)                                    | |
| Джехутимесу («Рождённый Тотом»)                 | 1-я пол. XIV до н. э., при царе Ниб-маат-Ра (Аменхотепе III)                                    | Старший сын царя Ниб-маат-Ра (Аменхотепа III) и царицы Тийи. Наследник престола. «Начальник войск», затем Верховный жрец Пта и Глава пророков Верхнего и Нижнего Египта, т.е руководитель всех религиозных культов Египта.                                                                  |
| Птахмос III                                     | 1-я пол. XIV до н. э., при царе Ниб-маат-Ра (Аменхотепе III)                                    | Сын Менхепера. Дети: Тутмос (Джехутимес) II, визирь царя Ниб-маат-Ра (Аменхотепа III) |
| Пахемнетжер I                                   | 1-я пол. XIV до н. э., при царе Ниб-маат-Ра (Аменхотепе III)                                    | сын Птахмоса |
| Птахемхат II Ти                                 | 2-я пол. XIV до н. э., при царе Неб-хеперу-Ра (Тутанхамоне) и/или Хепер-хеперу-Ра (Эйе)         | Казначей царя. «Глаза царя в Верхнем Египте и уши царя в Нижнем Египте». Сын жреца Птаха Хори. Дети: Саи, жрец храма Бастет. |
| Мериптах («Любящий Пта»)                        | кон. XIV до н. э., при царе Хепер-хеперу-Ра (Эйе) и/или Джосер-хеперу-Ра Сетепен-Ра (Хоремхебе) | «Благородный». «Глаза царя в Верхнем Египте и уши царя в Нижнем Египте». Префект Мемфиса, казначей царя, глава царской судебной коллегии 30-ти. |
| XIX династия                                    |                                                                                                 | |
| Сокаремсаф                                      | при фараоне Сети I                                                                              | |
| Неджеруихотеп                                   | при фараоне Сети I                                                                              | |
| Ири-Ири                                         | в начале правления фараона Рамсеса II                                                           | |
| Уи                                              | ок. 1277—1259 до н. э. (предп. со 2 по 20 гг. правления Рамсеса II)                             | |
| Пахемнеджер II                                  | ок. 1259—1244 до н. э. (предп. с 20 по 35 гг. правления Рамсеса II)                             | сын сановника по имени Маху; предположительно брат Рахотепа I, визиря Рамсеса II |
| Дидиа                                           | ок. 1244—1234 до н. э. (с 35 по 45 гг. правления Рамсеса II)                                    | сын Пахемнеджера II |
| Хаэмуасет I (Хаэмуас) («Воссиявший над Фивами») | ок. 1234—1224 до н. э. (с 45 по 55 гг. правления Рамсеса II)                                    | 4-й сын Рамсеса II и Иситнофрет, жрец Пта с ок. 1263 до н. э. (16 год правления Рамсеса II), наследник престола с ок. 1229 до н. э. (50 год правления Рамсеса II) |
| Рахотеп II («Ра умиротворен»)                   | с ок. 1224 до н. э. (55 г. правления Рамсеса II)                                                | сын Пахемнеджера II, визирь Рамсеса II и Верховный жрец Ра |
| Неферренпет I                                   | предп. 1223—1214/3 до н. э. (с 56 по 66 гг. правления Рамсеса II)                               | сын судьи Неферренпета, визирь Рамсеса II с ок. 1222 до н. э. (57 год его правления), верховный руководитель всех божественных культов Египта |
| Хори I                                          | предп. 1214/3—1203 до н. э. (с 65/66 г. правления Рамсеса II) и при фараоне Мернептахе          | сын Хаэмуасет I (Хаэмуас), внук Рамсеса II, отец Хори II — визиря фараона Мернептаха. |
| Пахемнеджер III                                 | при фараоне Сети II                                                                             | сын сановника по имени Мех; казначей фараона Сети II, губернатор Мемфиса (?) |
| Ири                                             | при фараоне Сети II                                                                             | Верховный пророк Осириса, губернатор Мемфиса (?) |
| XX династия                                     |                                                                                                 | |
| Птахемхат III                                   | при фараоне Рамсесе III                                                                         | |
| Хаэмуасет II («Воссиявший над Фивами»)          | при фараонах Рамсесе III и Рамсесе IV (?)                                                       | сын Рамсеса III и Исет |
| Неферренпет II                                  | при фараоне Рамсесе IX                                                                          | |

### Третий переходный период
| Имя                             | Время понтификата                                                  | Комментарий |
| XXI династия                    | XXI династия                                                       | XXI династия |
| ------------------------------- | ------------------------------------------------------------------ | --- |
| Ашакхет I                       | ок. 1062—1047 до н. э. (при фараонах Смендесе и Аменемнису)        | |
| Пипи I                          | ок. 1047—1027 до н. э. (при Псусеннесе I)                          | сын Ашакхета I |
| Харсиес I                       | ок. 1027—1017 до н. э. (при Псусеннесе I)                          | сын Пипи I. Жена: Бауиа, главная наложница бога Пта |
| Пипи II (Нетерхеперре Мериптах) | 1-я четверть X в. до н. э. (при фараонах Аменемопете — Сиамоне)    | |
| Ашакхет (Аскхабет) II           | 2-я четверть X в. до н. э. (при фараонах Сиамоне — Псусеннесе II)  | сын Пипи II |
| Анхефенсехмет I                 | 2-я четверть—середина X в. до н. э. (при фараоне Псусеннесе II)    | сын Харсиеса I и Бауиа. Жена: Ташепенисет, дочь великого вождя машауашей Шешонка, главная наложницы Пта и жрица богини Мут                                                                               |
| Шедсу-Нефертум                  | 2-я половина X в. до н. э. (при Псусеннесе II — Шешонке I)         | сын Анхефенсехмета I и Ташепенисет. Жёны: 1.Танетсепех II, дочь Псусеннеса II; 2. Мехтенуесхет, сестра Шешонка I, жрица богини Мут.                                                                      |
| XXII династия                   |                                                                    | |
| Шешонк I                        | ок. 920—895 годы до н. э. (при фараоне Осорконе I)                 | сын Шедсу-Нефертума и Мехтенуесхет, сестры фараона Шешонка I |
| Осоркон                         | ок. 895—870 годы до н. э. (при Осорконе I — Осорконе II)           | сын великого жреца Шешонка I |
| Шешонк II                       | ок. 870—851 годы до н. э. (при фараоне Осорконе II)                | сын фараона Осоркона II и царицы Каромы II Меритмут. |
| Меренптах («Любимый Птахом»)    | ок. 851—830 годы до н. э. (при фараонах Осорконе II — Такелоте II) | По всей видимости, не принадлежал ни к династии потомков Ашакхета I, ни к XXII династии фараонов Египта                                                                                                  |
| Такелот                         | ок. 830—810 годы до н. э. (при фараонах Такелоте II — Шешонка III) | сын великого жреца Шешонка II, до ок. 830 до н. э. великий вождь машауашей. Жена: Тжесбастперет, дочь фараона Осоркона II от 2-й жены Изетемхехбет. Дети: Джедбастетесанкх, 2-я жена фараона Шешонка III |
| Падиисет                        | ок. 810—770 годы до н. э. (при фараонах Шешонке III — Пами)        | сын великого жреца Такелота и Тжесбастперет. До ок. 810 до н. э. великий вождь машауашей. |
| Пефтжауауибастет                | ок. ? год до н. э. (при фараоне Шешонке III)                       | сын великого жреца Падиисета и Таири. |
| Харсиес II                      | ок. 770—760 годы до н. э. (при фараоне Пами)                       | сын великого жреца Падиисета или Пефтжауауибастета. |
| Анхефенсехмет II                | ок. 760—740 годы до н. э. (при фараоне Шешонке V)                  | сын Харсиеса II |
| XXIV династия                   |                                                                    | |
| Тефнахт                         | ок. 730—727 годы до н. э. при фараоне Пианхи                       | в 727—720 годах до н. э. был фараоном в Саисе |

### Поздний период
| Имя                      | Время понтификата                                     | Комментарий              |
| XXVI (Саисская) династия | XXVI (Саисская) династия                              | XXVI (Саисская) династия |
| ------------------------ | ----------------------------------------------------- | ------------------------ |
| Педипеп                  | ок. сер. VII века до н. э. (при фараоне Псамметихе I) |                          |
| Пефтеуемауибасте         |                                                       |                          |
| Падинеитх                | ок. сер. VI века до н. э. (при фараоне Яхмосе II)     |                          |

### Эллинистический период
| Имя                       | Время понтификата                                                               | Комментарий                                                                    |
| Птолемеи                  | Птолемеи                                                                        | Птолемеи                                                                       |
| ------------------------- | ------------------------------------------------------------------------------- | ------------------------------------------------------------------------------ |
| Несисти-Петубастис        | при Птолемее II                                                                 | сын Анемхора I и Ренпетнеферет.                                                |
| Петубастис I              | при Птолемее II и Птолемее III                                                  | сын Несисти-Петубастиса и Неферсобек.                                          |
| Анемхор II                | в 246 до н. э. венчал на царство Птолемея III                                   | сын Несисти-Петубастиса и Неферсобек.                                          |
| Джедхор                   | при Птолемее IV                                                                 | Сын Анемхора II и Херанкх.                                                     |
| Хоремахет (Гармахис)      | 223—между 194/3 и 180 до н. э., 26.03.196 до н. э. венчал на царство Птолемея V | Сын Анемхора II и Херанкх.                                                     |
| Несисти                   | между 194/3 и 180 до н. э.                                                      | сын Хоремахета и Нефертити. Наследовал Хоремахету между 194/3 и 180 до н. э.   |
| Петубастис II             | в 145 до н. э. венчал на царство Птолемея VIII                                  | сын Пшеренптаха I и Таимхотеп I, внук Хоремахета и Нефертити.                  |
| Пшеренптах II             | ?—103 до н. э.                                                                  | сын Петубастиса II, с ок. 122 до н. э. женат на Беренике, дочери Птолемея VIII |
| Петубастис III            | 103—76 до н. э.                                                                 | сын Пшеренптаха II и Береники                                                  |
| Пшеренптах III            | 76—40 до н. э.                                                                  | р. 91/90 до н. э., сын Петубастиса III, женат на Таимхотеп II                  |
| Петубастис IV Имхотеп     | 40—31.07.30 до н. э.                                                            | р. 46 до н. э., сын Пшеренптаха III и Таимхотеп II                             |
| Пшеренамон I Летопольский | 30—27 до н. э.                                                                  | дядя (брат матери) Петубастиса IV, сын Kaхапи и Херанкх, поставлен римлянами   |
| Пшеренамон II             | 27—23 до н. э. (после этого года жрецы прекратили вести записи)                 | сын Пшеренамона I и Taнeфeрхер                                                 |